# Saprosites freyi
Saprosites freyi är en skalbaggsart som beskrevs av Rudolph Petrovitz 1956. Saprosites freyi ingår i släktet Saprosites och familjen Aphodiidae. Inga underarter finns listade i Catalogue of Life.